# Плаца, Генрих
Генрих Плаца (нем. Heinrich Plaza; 10 июля 1912, Гульчин, Германская империя — 20 февраля 1968, Альтэттинг, ФРГ) — немецкий врач, гауптштурмфюрер СС, служивший в различных концлагерях.

## Биография
Генрих Плаца родился 10 июля 1912 года в Гултчине. По образованию был дипломированным врачом. 1 ноября 1938 года вступил в НСДАП (билет № 6446500) и СС (№ 352853). В 1942 году ему было присвоено звание гауптштурмфюрера СС. Кроме того, Плаца был руководителем патологоанатомического отделения в концлагере Бухенвальд и заместителем главного врача лагеря Вальдемара Ховена. На этой должности принимал участие в массовых убийствах. С осени 1943 года служил в концлагерях Нацвейлер, Освенцим, Дахау и Ордруф. В 1945 году был переведён в концлагерь Штуттгоф.
После войны занимался медицинской практикой в Перахе. На основании прогрессирующего рассеянного склероза в 1952 году предварительное расследование, возбуждённое прокуратурой Траунштайна, было прекращено. В 1954 году французский военный трибунал заочно приговорил его к смертной казни.